# Black Like Me (película)
Black Like Me es una película de 1964 dirigida por Carl Lerner y basada en el libro homónimo de John Howard Griffin.
En ella, James Whitmore interpreta a John Finley Horton, un periodista estadounidense blanco que oscurece su piel para hacerse pasar por un hombre negro en una ciudad sureña, en plena segregación racial en el Deep South americano.